# سیارک ۱۱۸۲۴
سیارک ۱۱۸۲۴ (به انگلیسی: 11824 Alpaidze، نامگذاری:1982SO5) یازده هزار و هشتصد و بیست و چهارمین سیارک کشف شده‌است که در ۱۶ سپتامبر ۱۹۸۲ کشف شد.
قدر مطلق سیارک برابر ۱۴٫۸ است.